# جاشوا برند
جاشوا برند (انگلیسی: Joshua Brand؛ زادهٔ ۲۹ نوامبر ۱۹۵۰) نویسنده، تهیه‌کننده و کارگردان اهل ایالات متحده آمریکا است.
وی همچنین برندهٔ جوایزی همچون جوایز امی ساعات پربیننده شده‌است.